# Episodi di Armstrong Circle Theatre (seconda stagione)
La seconda stagione della serie televisiva Teatro di Armstrong (Armstrong Circle Theatre) è stata trasmessa in anteprima negli Stati Uniti d'America dalla NBC tra il 18 settembre 1951 e il 16 settembre 1952.
In Italia la stagione è stata trasmessa dal 18 novembre 2007 al 20 febbraio 2008 su Telecapri News dal lunedì al venerdì alle 20:35 con un doppio episodio quotidiano.
| nº | Titolo originale         | Titolo italiano | Prima TV USA      | Prima TV Italia  |
| -- | ------------------------ | --------------- | ----------------- | ---------------- |
| 1  | Flame-Out                |                 | 18 settembre 1951 | 18 novembre 2007 |
| 2  | Danny's Tune             |                 | 25 settembre 1951 |                  |
| 3  | The Runaway Heart        |                 | 2 ottobre 1951    |                  |
| 4  | The Commandant's Clock   |                 | 9 ottobre 1951    |                  |
| 5  | The Lost and Found       |                 | 16 ottobre 1951   |                  |
| 6  | The Long View            |                 | 23 ottobre 1951   |                  |
| 7  | Night Song               |                 | 30 ottobre 1951   |                  |
| 8  | Fog Station              |                 | 6 novembre 1951   |                  |
| 9  | Day Dreams               |                 | 13 novembre 1951  |                  |
| 10 | The Oldster              |                 | 20 novembre 1951  |                  |
| 11 | Brand from the Burning   |                 | 27 novembre 1951  |                  |
| 12 | Key Witness              |                 | 4 dicembre 1951   |                  |
| 13 | Marionettes              |                 | 11 dicembre 1951  |                  |
| 14 | Disaster                 |                 | 18 dicembre 1951  |                  |
| 15 | Enter Rosalind           |                 | 25 dicembre 1951  |                  |
| 16 | The Snow Deer            |                 | 1º gennaio 1952   |                  |
| 17 | Pandora's Box            |                 | 8 gennaio 1952    |                  |
| 18 | It Takes All Kinds       |                 | 15 gennaio 1952   |                  |
| 19 | Price Tag                |                 | 22 gennaio 1952   |                  |
| 20 | Yesterday's Magic        |                 | 29 gennaio 1952   |                  |
| 21 | Image                    |                 | 5 febbraio 1952   |                  |
| 22 | The Yards of Poetry      |                 | 12 febbraio 1952  |                  |
| 23 | The Hat from Hangtown    |                 | 19 febbraio 1952  |                  |
| 24 | Mr. Bemiss Takes a Trip  |                 | 26 febbraio 1952  |                  |
| 25 | Domenico                 |                 | 4 marzo 1952      |                  |
| 26 | The Man in 308           |                 | 11 marzo 1952     |                  |
| 27 | The Shoes That Laughed   |                 | 18 marzo 1952     |                  |
| 28 | High Ground              |                 | 25 marzo 1952     |                  |
| 29 | Way of Courage           |                 | 1º aprile 1952    |                  |
| 30 | Troubled Sands           |                 | 8 aprile 1952     |                  |
| 31 | The Darkroom             |                 | 15 aprile 1952    |                  |
| 32 | Wedding Day              |                 | 22 aprile 1952    |                  |
| 33 | The Sergeant             |                 | 29 aprile 1952    |                  |
| 34 | The Lucky Suit           |                 | 6 maggio 1952     |                  |
| 35 | Dismal Swamp             |                 | 13 maggio 1952    |                  |
| 36 | The Portrait             |                 | 20 maggio 1952    |                  |
| 37 | Breakaway                |                 | 27 maggio 1952    |                  |
| 38 | Fairy Tale               |                 | 3 giugno 1952     |                  |
| 39 | Situation Normal         |                 | 17 giugno 1952    |                  |
| 40 | Cappie's Candles         |                 | 24 giugno 1952    |                  |
| 41 | City Editor              |                 | 1º luglio 1952    |                  |
| 42 | For Worse                |                 | 15 luglio 1952    |                  |
| 43 | Changing Dream           |                 | 29 luglio 1952    |                  |
| 44 | The Vase                 |                 | 5 agosto 1952     |                  |
| 45 | Return the Favor         |                 | 12 agosto 1952    |                  |
| 46 | A Man and His Conscience |                 | 19 agosto 1952    |                  |
| 47 | Round Robin              |                 | 26 agosto 1952    |                  |
| 48 | Recapture                |                 | 2 settembre 1952  |                  |
| 49 | Caprice                  |                 | 9 settembre 1952  |                  |
| 50 | The Thirteenth           |                 | 16 settembre 1952 | 20 febbraio 2008 |